# Mazew

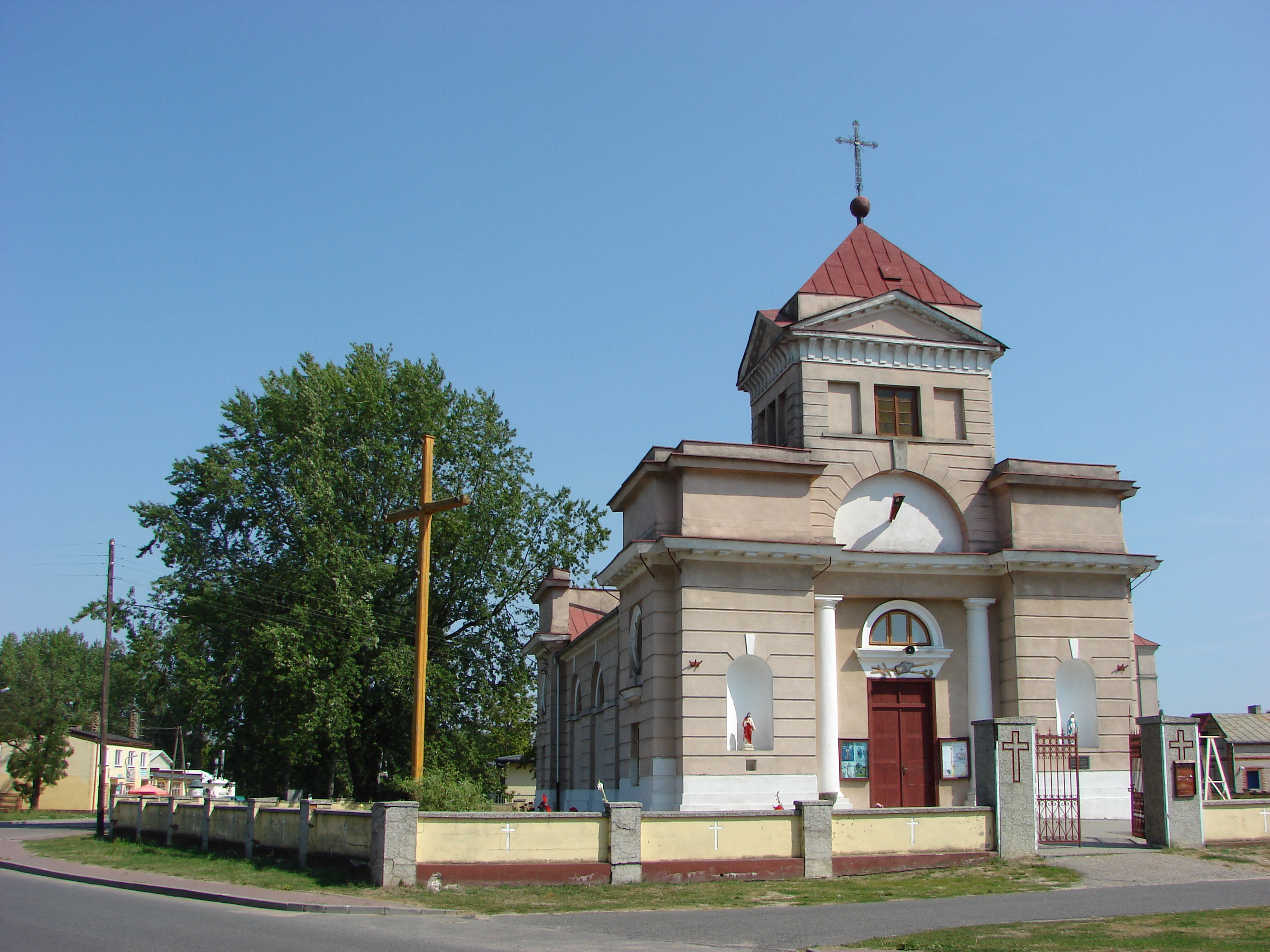
L'église dédiée à saint Jean-Baptiste, construit dans les années 1830.

Mazew (prononciation [ˈmazɛf]) est un village de la gmina de Daszyna, du powiat de Łęczyca, dans la voïvodie de Łódź, situé dans le centre de la Pologne.
Il se situe à environ 5 kilomètres à l'ouest de Łęczyca (siège de la gmina), 15 kilomètres au nord-ouest de Łęczyca (siège du powiat) et 49 kilomètres au nord-ouest de Łódź (capitale de la voïvodie).
Sa population s'élevait à 304 habitants en 2008.

## Administration
De 1975 à 1998, le village était attaché administrativement à l'ancienne voïvodie de Płock.

Depuis 1999, il fait partie de la nouvelle voïvodie de Łódź.